# Axel Robert Petersson
Axel Robert Petersson (dit Döderhultarn), né le 12 décembre 1868 à Döderhult, Småland, et mort le 15 mars 1925 à Oskarshamn, était un sculpteur sur bois suédois.

## Biographie
Fils de Per August Petersson et Eva Lotta Persdotter. Axel Petersson est aussi appelé Döderhultarn, après son petit village de naissance Döderhult, près d'Oskarshamn en région Småland à sud-est de la Suède. Quand Döderhutarn a onze ans son père est mort. La famille s'installe en 1889 à Oskarshamn. Döderhultarn restait largement inconnu jusqu'à 1909 quand quelques de ses œuvres ont été exposées à Stockholm.

## Œuvre
Le style de Axel Petersson est caractérisé par une sorte de rudesse ou rugosité. Il évitait délibérément d’adoucir ses sculptures. 
Assez souvent ses œuvres constituent de plusieurs sculptures qui forment des groupes.

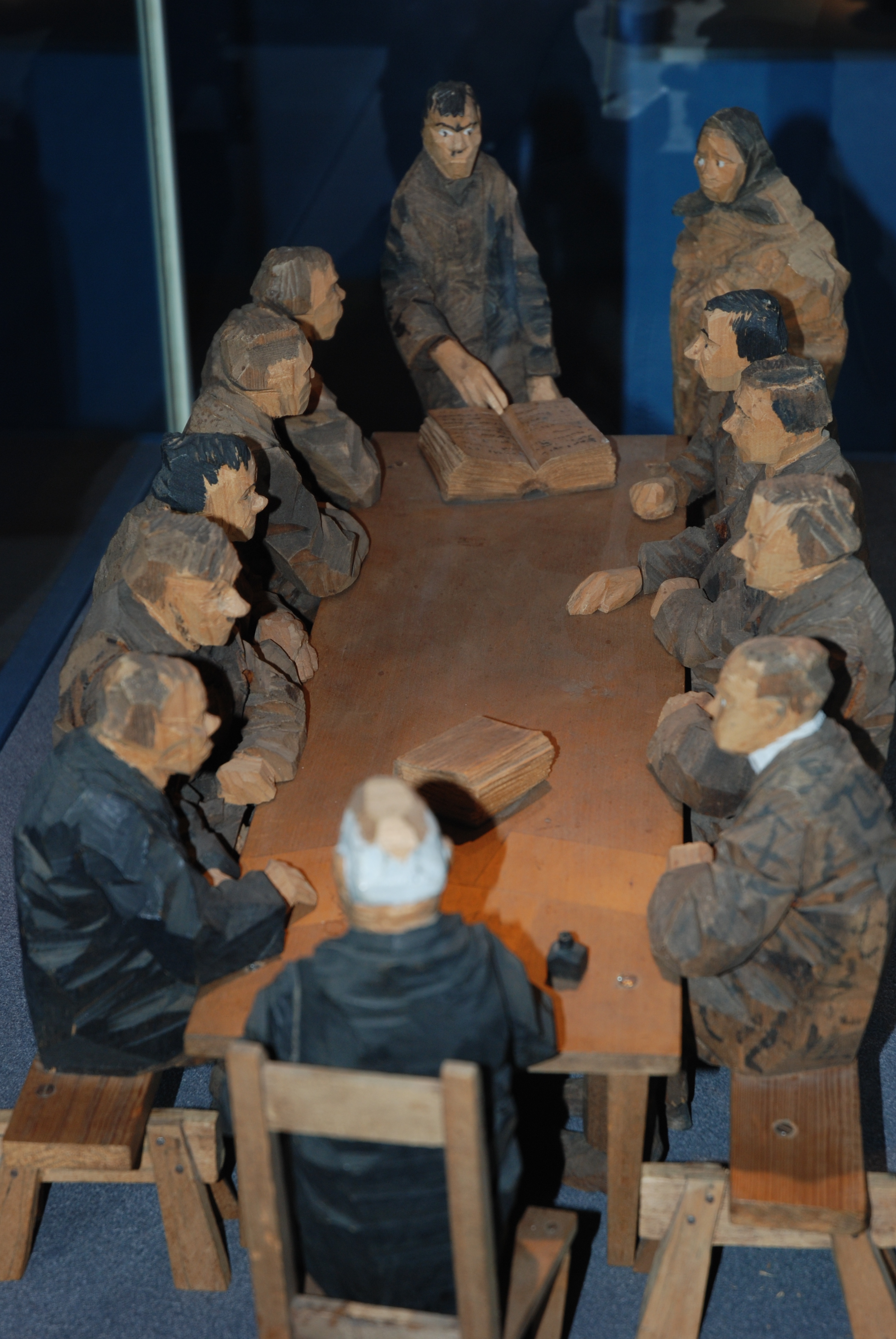
Häradsrätten (Le Tribunal)
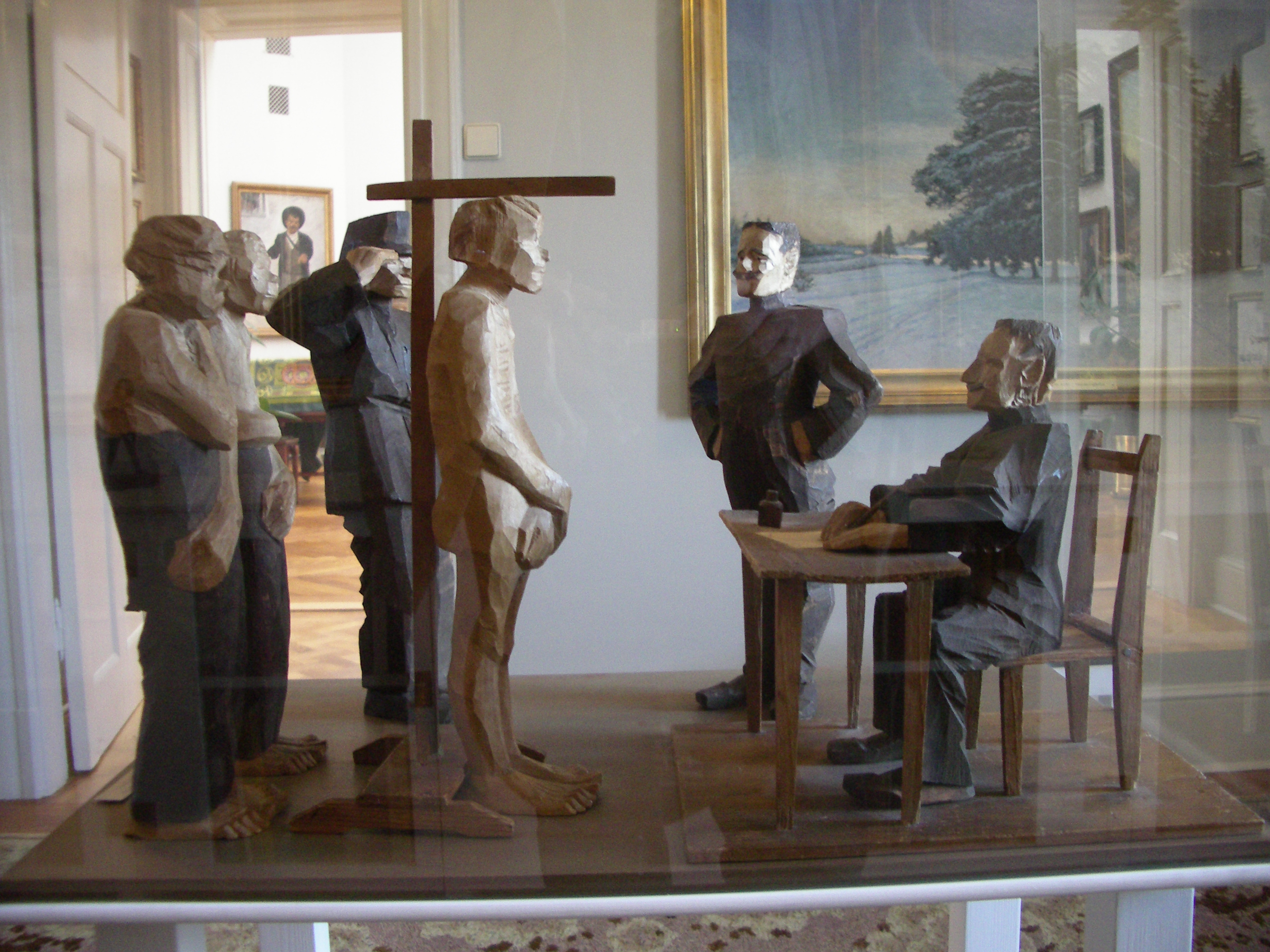
Beväringsmönstring (Conscription)
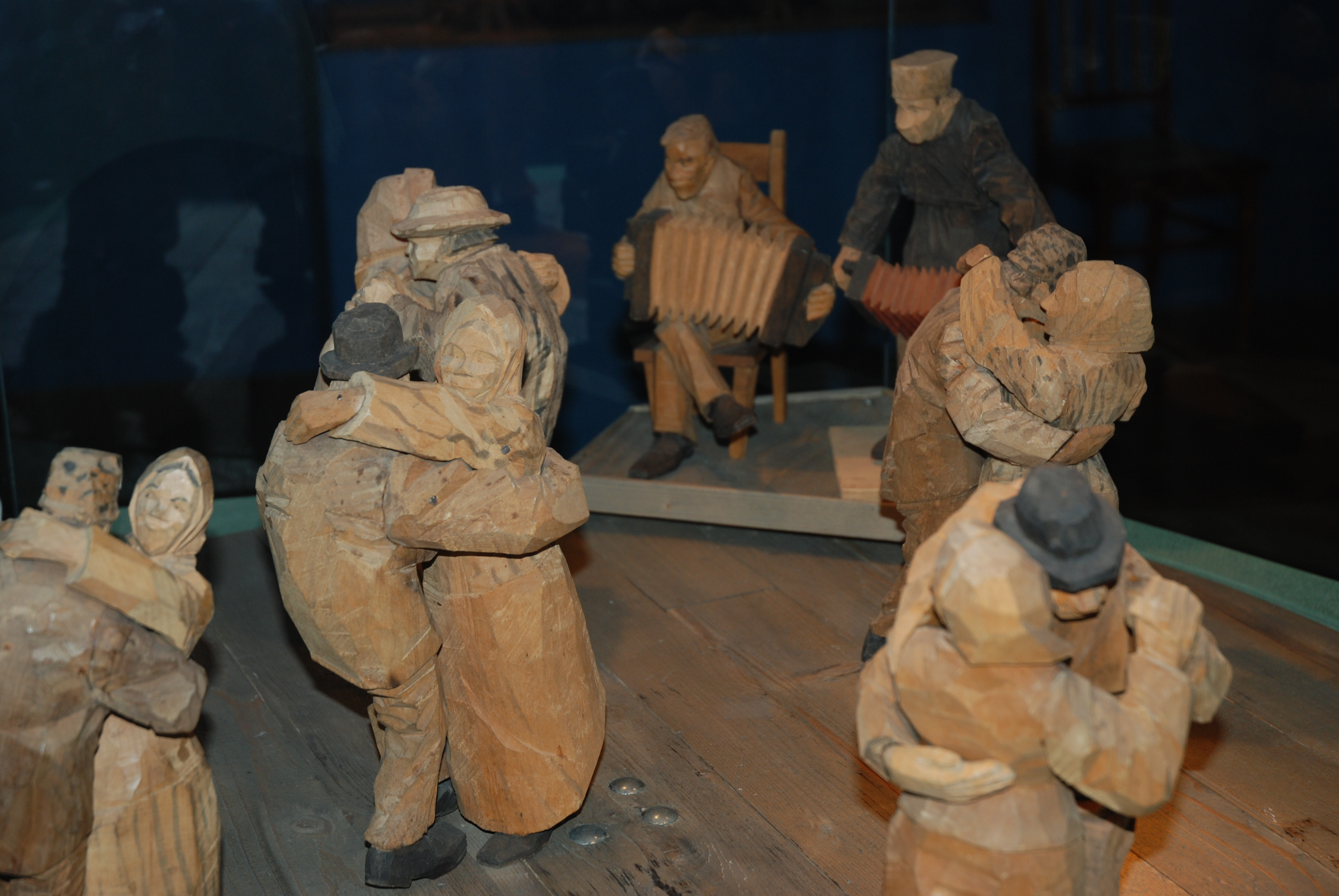
På dansbanan (La Danse)
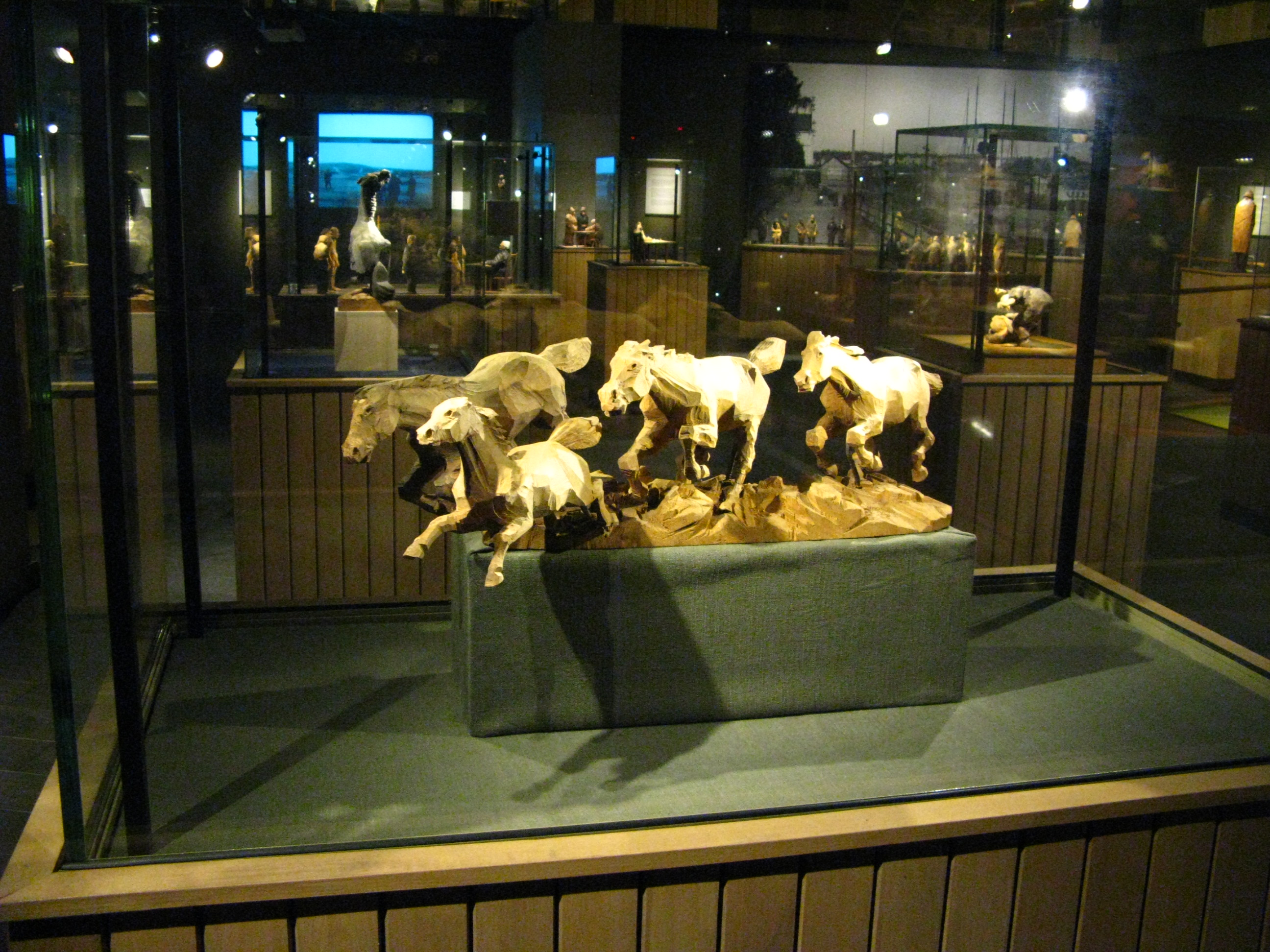
Apokalypsen (L'Apocalypse)

## Expositions
- 1909 - Stockholm
- 1910 - Salon des humoristes, Paris
- 1911 - Copenhague, Brighton, Rome et Turin
- 1913 - New York
- 1915 - San Francisco et Chicago
- 1951 - Musée national, Stockholm
- 1971-72 - Lund, Suède
- 1979 - Chine et Japon
- 1980 - Lisbonne

## Le musée
Le Döderhultarmuseet (le Musée de Döderhultarn) fondé en 1911, est un musée consacré aux sculptures de Döderhultarn. Le musée est situé à Oskarshamn, dans le sud-est de la Suède. Après la restauration en 2012, le musée possède et expose plus de 200 sculptures de Döderhultarn.